# Innerschwyzer Meteorologen
Die Innerschwyzer Meteorologen (eigentlich Meteorologen-Verein Innerschwyz, vor allem bekannt als Muotathaler Wetterschmöcker) sind eine Gruppe von Hobbymeteorologen aus der Region Innerschwyz in der Zentralschweiz.

## Geschichte
Am 26. Mai 1947 wurde in Ried in Muotathal der Katholische Meteorologen-Verein Innerschwyz gegründet. Die Mitglieder traten aber unter dem Namen Muotathaler Wetterschmöcker, Innerschwyzer Meteorologen und Wetterpropheten in Erscheinung. Einer der Gründe für die Entstehung des Vereins war das Aufkommen von Radio und Fernsehen mit der Befürchtung, dass das Prophezeien des Wetters und die Naturbeobachtungen verloren gehen würden. Der Verein begann mit 67 Mitgliedern und einem Jahresbeitrag von 60 Rappen. Im Jahr 2016 zählte der Verein mehr als 4'100 Mitglieder. Der Jahresbeitrag betrug 10 Schweizer Franken. Die Jahresversammlung wird von rund 900 Personen besucht.
Mit Peter Suter («Sandstrahler») aus Ried-Muotathal verstarb am 5. Dezember 2021 der am längsten aktive «Wetterschmöcker». Am 27. Januar 2024 starb der Rothenthurmer Martin Horat («Wettermissionar») mit 79 Jahren nach langer Krankheit. Horat war gelernter Landwirt und Werkzeugverkäufer. Er war seit 1987 aktiver Wetterschmöcker und wurde durch seine Beobachtung von Ameisen schweizweit bekannt.

## Organisation
Die «Wetterschmöcker» tragen zweimal jährlich ihre mit viel Humor verbundenen Wettervorhersagen an den öffentlichen Vereinsversammlungen des Meteorologischen Vereins Innerschwyz vor. Die landwirtschaftlich orientierten Hobbymeteorologen lassen ihre Beobachtungen in der freien Natur in ihre Wetterprognosen einfliessen. Die genaue Methode bleibt Geheimnis jedes einzelnen der «Propheten». Der «Wetterkönig», dessen Prognosen dem tatsächlichen Wettergeschehen im vergangenen Halbjahr am nächsten gekommen sind, erhält jeweils bei der nächsten Vereinsversammlung eine Holzskulptur als Wanderprämie.
Die sechs aktiven «Wetterschmöcker» sind:
- Silvan Betschart («Herrenbödler»), Sattel SZ[6]
- Karl Hediger («Naturmensch»), Küssnacht SZ[7]
- Alois Holdener («Tannzäpfler»), Schwyz
- Martin Holdener («ds Musers»), Haggen, Schwyz
- Karl Laimbacher («Tobel-Kari»), Rickenbach SZ[8]
- Roman Ulrich («ds Jöris»), Bisisthal[9]

## Filme und Werbespots
- Erich Langjahr: Das Erbe der Bergler, Kinodokumentarfilm 2006, ein Film über das Wildheuen im Muotatal. Darin tritt Peter Suter als «Wetterschmöcker» auf. Der Film wurde 2007 für den Schweizer Filmpreis nominiert.
- Christoph Felder: The weather prophets (deutsch: Die Wetterpropheten), Dokumentarfilm 2007,[10] der Film erhielt Auszeichnungen beim CineEco Portugal 2008[11] und beim Matsalu Filmfestival 2007.[12]
- Wätterschmöcker, Dokumentarfilm von Thomas Horat; 90-minütige Hommage an die sechs Innerschwyzer Meteorologen.[13] Die Wetterprognosen und deren Entstehen werden darin von den Schwyzer Wetterpropheten dem Publikum nähergebracht.[14]
- Martin Horat trat 2011 in zwei Werbespots von Schweiz Tourismus auf. Während er im ersten Spot einen schneereichen Winter voraussagt, weist er im zweiten Spot auf seine tatsächlich eingetroffene Prognose hin.[15]
- 2021 trat Martin Horat in einem Werbespot des Fahrzeugdaten-Anbieters auto-i-dat ag auf, in welchem er den Frühlingsanfang voraussagt, damit sich die Autowerkstätten auf die anstehenden Radwechsel vorbereiten können.[16]